# 吉田照美の森羅万SHOW
「吉田照美の森羅万SHOW」（よしだてるみのしんらばんショウ）はリスナーからの日頃の疑問や悩み、不満、怒りをパーソナリティに聞きたい事などをメールで紹介したラジオ番組である。

## 概要
放送開始の正式名称は、吉田照美の森羅万SHOW～切り捨てご免～（よしだてるみのしんらばんショウ～きりすてごめん～）である。本放送は、「～切り捨てご免～」の部分は省いている。初期は照美と熊江琉唯が担当。番組の跡継ぎに、関谷真由が番組アシスタントを務めていたが、2020年12月をもって卒業した。その後、照美と同じ事務所の塚（ヅカ）ちゃんこと、犬塚ヒカリがアシスタントを担当。ゲスト回は前半でゲストのプロフィールを紹介した後、照美や犬塚の聞きたいことや公式Twitterに寄せられたリスナーからの質問に答えていく。後半は「正解のない討論会」やふつおた等で進行した。
番組は2024年3月をもって終了した。

## パーソナリティ
- 吉田照美
- 犬塚ヒカリ（3代目アシスタント）
  - 熊江琉唯（初代アシスタント）[5]
  - 関谷真由（2代目アシスタント）[6]

### ネット局と放送時間
2022年10月時点。放送時間の早い順から記載。
全局、「radiko」・「radiko.jpプレミアム」で聴取可能。
| 放送対象地域 | 放送局名                | 放送時間               | 脚注  |
| ------------ | ----------------------- | ---------------------- | ----- |
| 香川県       | 西日本放送ラジオ（RNC） | 毎週土曜 18:00 - 19:00 |       |
| 栃木県       | 栃木放送（CRT）         | 毎週土曜 14:00 - 14:30 | [ 7 ] |
| 宮城県       | 東北放送（TBC）         | 毎週火曜 20:30 - 21:00 |       |
| 岩手県       | IBC岩手放送             | 毎週日曜 20:00 - 21:00 |       |
| 山口県       | 山口放送（KRY）         | 毎週月曜 4:00 - 5:00   |       |
| 福島県       | ラジオ福島（RFC）       | 毎週土曜 18:30 - 18:45 |       |
| 秋田県       | 秋田放送（ABS）         | 毎週火曜 21:00 - 22:00 |       |

### 過去のネット局
| 放送対象地域 | 放送局名              | 放送時間               | 脚注                  |
| ------------ | --------------------- | ---------------------- | --------------------- |
| 石川県       | 北陸放送（MRO）       | 毎週土曜 16:00 - 16:55 | 2022年9月末で打ち切り |
| 岐阜県       | 岐阜放送ラジオ（GBS） | 毎週日曜 23:30 - 24:00 | 2022年9月末で打ち切り |
| 高知県       | 高知放送（RKC）       | 毎週月曜 18:00 - 18:30 | 2022年9月末で打ち切り |

## コーナー
ふつおた（普通のお便り）
リスナーから収録時に寄せられたメールを選りすぐり時間まで放送する（放送局による）。
「正解のない討論会」
リスナーからのお題・番組からのお題について、リスナーから募集したエピソードを発表するコーナー。
コーナータイトルの通り「正解は無い」はない。唯一のリスナー投稿コーナー。
犬塚ヒカリの「マンガ紹介しまSHOW〜!!」
漫画や小説が大好きな犬塚が勧める漫画を紹介する不定期コーナー。
本日の「弾き語り」
犬塚ヒカリが弾きたい曲を、アコースティックギターで弾き語りのコーナー。
（過去のコーナー）
「関谷真由の韓国ドラマ　オススメスムニダ〜！」
韓国ドラマが大好きな関谷真由がリスナーと照美に、お勧めの韓国ドラマを紹介する。
「ロバおじさんの知恵袋〜!」
リスナーから二人が知らないであろう豆知識を募集し、雑学や豆知識を披露する。

## ゲストとエピソード
2018年
- 6月 （今回は番組初ゲスト）サイヤマングレート＆相澤飛鳥（マッチョ29）◇マッチョ好き熊江琉唯の反応はいかに!?[8]
- 9月 萩原孝一（スピリチュアル系元国連職員）[9]
- 12月 SALLiA（サリア）・仏像オタクニスト◇著書「生きるのが苦しいなら～仏像と生きた3285 日～」の話題も。[10]

2019年
- 1月  安藤洋一◇競馬・騎手の世界を細かいところまで聞く[11]
- 1月 植田知成、レストレポ（マッチョ29）◇筋肉で日本を笑顔にし、世界で最もキレている彼らの活動を伺う。[12]
- 2/9-2/13 岡村孝子◇『吉田照美の森羅万SHOW』エンディングでシンガーソングライターの岡村孝子が登場。[13]
- 2月 山崎あおい◇12月5日発売のNewアルバム『FLAT(フラット)』の話題[14]
- 3/2-3/6 はなわ◇現在公開中の映画『翔んで埼玉』の主題歌「埼玉県のうた」の話題が中心。[15]
- 3/2-3/6 池田陽子 （薬膳アテンダント/／全さば連サバジェンヌ）◇「全さば連」の活動や自称サバ大使アンサバダー・鯖江琉唯の「サバ缶レシピ」のプレゼンなど。[16]
- 3/16-3/20 藤澤ノリマサ◇ポップオペラ、プロデビューまでのエピソード、全国コンサートの話題など。[17]
- 3/23-3/27 ふかわりょう◇3月20日に発売された『とんぶりの唄』の話題を中心に、ふかわのあんな事やこんな事などを聞く[18]
- 3/23-3/27 小澤亮（ドットサイエンス株式会社代表・マーケター）◇今回で熊江琉唯が番組を卒業◇番組エンディングで次回からアシスタントを務める関谷真由が登場。[19][20][21]
- 4/6-4/9 関谷真由◇4月からの新アシスタント関谷真由が登場。元アイドリング!!!メンバーで現在は、BESTIEMとして活動中。◇関谷真由の事を吉田照美の話術であらゆる事を聞く。[22]
- 4/20-4/23 堀口茉純◇ゲストに歴史作家で歴史タレントのお江戸ル"ほーりー"こと堀口茉純を迎えて、歴史・歌舞伎に関して色々と語ってもらう。[23]
- 4/27-4/30 ◇平成最後の放送。◇リスナーからのメッセージに答える。[24]
- 5/4-5/7◇令和最初の放送。◇皆さまからのメッセージに今週もお答えします。際どい質問にも答えちゃいます[25]
- 5/18-5/20 立川こしら◇住所不定!? ゲーマーで『ポケモンGO』のために海外に！？といった、異端児ぶりが発揮されるトーク。[26]
- 5/25-5/20 ◇新コーナー「正解のない討論会!」を開催◇日常のたわいもない事を討論。
- 6/1-6/4 ◇新コーナー「ロバおじさんの知恵袋〜!」を開催。
- 6/8-6/11 ◇今週の放送を聴いたリスナー1名に吉田照美からアロハシャツMサイズをプレゼント[27]
- 6/15-6/18 エレクレリックバイオリン&ダンスユニット・平安式舞堤琴隊◇世界初のパフォーマーとして話題の二人のプライベートも聞く。[28]
- 6/22-6/25 ◇アロハシャツ当選者の発表[29]
- 6/29-7/2 植田知成（マッチョ29）◇マッチョは裸が正装と断言する植田に何を語らせるのか[30]
- 7/6-7/9 ◇「正解のない討論会」。お題は「こんな超能力が欲しい」
- 7/13-7/16 ◇「ロバおじさんの知恵袋」
- 7/20-7/23 ◇「正解のない討論会」。お題は「麺類といえば?」◇予想外の答えも…!?
- 7/27-7/30  ダンス☆マン◇ミラーボール星ミュージシャンのダンス☆マンを迎えてトーク。作曲・編曲・楽曲の秘話などを聞く。[31]
- 8/3-8/6 ◇「正解のない討論会」。お題は「目玉焼きにかける調味料は?」
- 8/10-8/13 ◇ 「ロバおじさんの知恵袋」
- 8/17-8/20 ◇「正解のない討論会」。お題は「エアコンの設定温度は?」
- 8/24-8/27 翔咲 心、詩織 叶夢（ EUPHORIA-ユーフォリア-）◇関真由が壁ドンと顎クイにトキメキ!?[32]
- 8/31-9/3 ◇ロバマンの主題歌初披露◇「正解のない討論会」のお題は「子供にさせたい習い事は?」
- 9/7-9/10 ◇「ロバおじさんの知恵袋」
- 9/14-9/17 ◇「正解のない討論会」。お題は「無人島に持って行く物は?」
- 9/21-9/24・9/28-10/4 ◇「ロバおじさんの知恵袋」
- 10/5-10/11 ◇「正解のない討論会」。お題は「本を読むなら電子書籍派？ 紙書籍派？ 読まない派?」」
- 10/12-10/18 ◇ロバマン上映記念企画。映画『ロバマン』のことを吉田照美がたっぷり語る。
- 10/19-10/25 ◇「ロバおじさんの知恵袋」
- 10/26-11/1 ◇「正解のない討論会」。お題は「おにぎりの具といえば？」
- 11/2-11/8 ◇「ロバおじさんの知恵袋」
- 11/9-11/15 伊秩弘将◇MCの二人に縁があり、二人の歌についても語ってもらう[33]
- 11/16-11/22 城之内ミサ◇城之内が照美さんの話術にタジタジに！？[34]
- 11/23-11/29 「正解のない討論会」。お題は「音楽を聞くにはレコード派？ CD派？ 配信ダウンロード派？」
- 11/23-11/29 とっくりん（徳島県で誕生したシンガーソングライターキャラクター）◇歌える、ゆるキャラのとっくりんが念願の照美に会いに来た[35]
- 12/7-12/13 「正解のない討論会」。お題は「鍋といえば何鍋？」
- 12/14-12/20 「ロバおじさんの知恵袋」◇クリスマスの雑学もあり。
- 12/21-12/27 鈴木康博◇来年でデビュー50周年。オフコース時代から今までの話を伺う[36]

2020年
- 12/28-1/3 「正解のない討論会」。お題は「初詣の時、お賽銭はいくら入れますか？」
- 1/4-1/10 年始の特別コーナー「森羅万SHOW的2020年大予想」。2020年のトレンドになりそうなものを紹介◇映画『ロバマン』はトレンドになるのか…。
- 1/11-1/17 山下伶◇あいみょんのマリーゴールドも演奏。[37]
- 1/18-1/24 「正解のない討論会」。お題は「おでんに欠かせない具材は？」
- 1/25-1/31 今回は、「吉田照美69歳バースデイ特別企画」と「ロバおじさんの知恵袋」
- 2/1-2/7「正解のない討論会」。お題は「義理チョコはあり？ なし？」
- 2/8-2/14 「ロバおじさんの知恵袋」◇バレンタインの雑学もあり。
- 2/15-2/21「正解のない討論会」。お題は「犬派？猫派？」
- 2/15-2/21 歌手で仏像オタクニスト・SALLiA◇仏像の魅力やアラサー女子について語る。[38]
- 2/29-3/6「正解のない討論会」。お題は「部屋探しのポイントは？」
- 3/7-3/13 沖直実◇イケメンについて語る。[39]
- 3/14-3/20 「正解のない討論会」。お題は「自身の卒業したいことは？」
- 3/21-3/27 「ロバおじさんの知恵袋」◇春の雑学もあり。
- 3/28-3/31 「正解のない討論会」。お題は「社会人に最も必要なスキルは？」
- 4/4-4/7  堀口茉純◇日本史に出てくる人物の恋愛や胸キュンポイントを紹介[40]
- 4/11-4/14 「ロバおじさんの知恵袋」
- 4/18-4/21  トム・ブラウン◇話題の合体漫才の秘話やネタを披露[41]
- 4/25-4/28 「正解のない討論会」。お題は「あなたの暇つぶし方法は？」
- 5/2-5/5 「ロバおじさんの知恵袋」
- 5/9-5/12 「正解のない討論会」。お題は「毎日食べても飽きないくらい好きな食べ物は？」
- 5/16-5/19 「ロバおじさんの知恵袋」◇「お茶」にまつわる雑学もあり。
- 5/23-5/26 「正解のない討論会」。お題は「お茶といえば？」
- 5/30-6/2 「ロバおじさんの知恵袋」◇「ロバ」にまつわる雑学もあり。
- 6/6-6/9 ◇照美がスタジオに戻た◇「正解のない討論会」。お題は「傘にこだわりはある？ ない？」
- 6/13-6/16 「ロバおじさんの知恵袋」◇「和菓子」にまつわる雑学もあり。
- 6/20-6/23 「正解のない討論会」。お題は「お父さんの呼び方は？」
- 6/27-6/30 「ロバおじさんの知恵袋」◇「タコ」にまつわる雑学もあり。
- 6/20-6/23 「正解のない討論会」。お題は「もしも願いが叶うなら？」
- 7/11-7/14 「ロバおじさんの知恵袋」◇「ひまわり」にまつわる雑学もあり。
- 7/18-7/21 「正解のない討論会」。お題は「海の家で食べる物は？」
- 7/25-7/28  松本明人、MIZUKI（真空ホロウ）◇自粛期間中に出来た楽曲も披露!?[42]
- 8/1-8/4  せきまゆちゃんのバースデー企画&「正解のない討論会」◇討論会のお題は「アイスと言えば何味？」◇関谷さん、お誕生日おめでとうございます[43]
- 8/8-8/11 「ロバおじさんの知恵袋」◇「山」にまつわる雑学もあり。
- 8/15-8/18 「正解のない討論会」。お題は「夏を代表するアーティストは？」
- 8/22-8/25 「ロバおじさんの知恵袋」◇「トイレ」にまつわる雑学もあり。
- 8/29-9/1 「正解のない討論会」。お題は「あなたが日頃気にかけてる防災管理は？」
- 9/5-9/8「ロバおじさんの知恵袋」◇「海外の占い」にまつわる雑学もあり。
- 9/12-9/15「正解のない討論会」。お題は「焼き肉で頼む、好きな肉の部位は？」
- 9/19-9/22 「ロバおじさんの知恵袋」◇「お彼岸」にまつわる雑学もあり。
- 9/26-10/2「正解のない討論会」。お題は「あんパンを食べるなら、つぶあん派？こしあん派？」
- 10/3-10/9 翔咲 心、詩織 叶夢（ EUPHORIA-ユーフォリア-）◇1年ぶり2回目の出演。[44]
- 10/10-10/16「正解のない討論会」。お題は「秋のフルーツといえば？」
- 10/17-10/23 「ロバおじさんの知恵袋」◇リスナーから届いた雑学を紹介。
- 10/24-10/30「正解のない討論会」。お題は「好きなパスタの味は？」◇60分版では「関谷真由の韓流ドラマ　オススメスムニダ〜！」を放送。
- 10/31-11/6 「ロバおじさんの知恵袋」◇犬にまつわる雑学を紹介。
- 11/7-11/13「正解のない討論会」。お題は「きのこといえば？」◇60分版では「関谷真由の韓流ドラマ　オススメスムニダ〜！」を放送。
- 11/14-11/20 「ロバおじさんの知恵袋」◇ピザにまつわる雑学を紹介。
- 11/21-11/27  大河内志保◇今話題となっている著書について、NGなしの裏話を公開[45]
- 11/28-12/4  佐藤満春◇芸能界No.1のトイレマニアのトーク。話題の「掃除術の本」についても語る。[46]
- 12/5-12/11「正解のない討論会」。お題は「パンに塗るものは？」◇60分版では「関谷真由の韓国ドラマ　オススメスムニダ〜！」を放送。
- 12/12-12/18 犬塚ヒカリ（シンガーソングライター）◇ギターの弾き語りを披露[47]
- 12/19-12/25 「正解のない討論会」。お題は「クリスマスソングといえば？」◇60分版では「関谷真由の韓国ドラマ　オススメスムニダ〜！」最終回を放送。
- 12/26-12/31 今年最後の放送は、アシスタントを卒業する関谷真由へのリスナーのメッセージを届ける。[48]

2021年
- 1/1-1/8 3代目アシスタントは、シンガーソングライターの『犬塚ヒカリ』◇今年初めての放送は、犬塚ヒカリについて、リスナーにもっと知ってもらう為の特集。[49]
- 1/9-1/15  新アシスタントの犬塚ヒカリのトリセツ&ギターの弾き語りを披露。
- 1/16-1/22 「正解のない討論会」。お題は「好きな餅の食べ方は？」
- 1/23-1/29 照美70歳のバースデーコーナー&犬塚ヒカリのギターの弾き語りを披露。
- 1/30-2/5 照美はリモートでの出演◇「正解のない討論会」。お題は「好きなお肉は？」
- 2/6-2/12 照美はリモートでの出演◇新コーナー・犬塚ヒカリの「マンガ紹介しまSHOW〜!!」
- 2/13-2/19 照美はリモートでの出演◇「正解のない討論会」。お題は「感染予防で着用しているマスクは？」
- 2/20-2/26 照美はリモートでの出演◇犬塚ヒカリの「マンガ紹介しまSHOW〜!!」
- 2/27-3/5 今回より照美のスタジオ復帰◇「正解のない討論会」。お題は「給食のパンといえば？」
- 3/6-3/12 犬塚ヒカリの「マンガ紹介しまSHOW〜!!」◇リスナーからのオススメのマンガを紹介◇「本日の弾き語り」のコーナー
- 3/13-3/19 「正解のない討論会」。お題は「卒業式で卒業生が歌う歌といえば？」
- 3/20-3/26 犬塚ヒカリの「マンガ紹介しまSHOW〜!!」&「弾き語り」
- 3/27-3/30 柚希関汰（風男塾）[50]
- 4/2-4/6 犬塚ヒカリの「弾き語り」
- 4/10-4/13 犬塚が新生活応援ソングを歌う◇漫画紹介のコーナーもあり。
- 4/17-4/20 MASSE、KEIGO（ハンサムボーカルグループ・「春夏秋冬」）◇グループ、音楽、裏話など色んな話を聞く。[51]
- 4/24-4/27 犬塚ヒカリの新曲初オンエア◇「正解のない討論会」もあり。
- 5/1〜4 梶原順、ゲレン大嶋（coco←musika）◇ニューアルバム『coco←musika IV』の話をはじめ、ギターや三線にまつわる色々話を聞く。[52]
- 5/8〜 犬塚ヒカリの新曲「チャプター」初オンエア◇「マンガ紹介しまSHOW」では以前話題に上がった『ねじ式/つげ義春』と『ブッダ/手塚治虫』を扱う。
- 5/15-18  田川伸治◇ボーカルアルバム『GET OVER IT』とインストアルバム『SYNTHETIC ANALYSIS』2枚同時発売の作品やこれまでのキャリアについて聞く。[53]
- 5/22-5/25 「正解のない討論会」。お題は「母の呼び方は？」
- 5/29-6/1 みきなつみ◇ミニアルバム『イエローバタフライ』が発売。◇塚ちゃんと同世代で共演経験もあるみきなつみ。音楽の話から恋愛にまつわるガールズトーク。[54]
- 6/5-6/8 犬塚ヒカリの弾き語り、マンガ紹介しまSHOW、「正解のない討論会」
- 6/5-6/8 シンガーソングライター・千田亜佑翔（ちだあゆか）◇2曲同時でデジタルシングルを発売したばかりの千田。素顔や年齢は公表しておらず、その正体は謎に包まれたままの千田と音楽トーク。[55]
- 6/19-6/22 ◇「正解のない討論会」は雨の歌がテーマ。
- 6/26-6/29 ◇犬塚ヒカリの弾き語り、マンガ紹介しまSHOW、「正解のない討論会」
- 7/3-7/6 宮澤やすみ（三味線小唄奏者・歌う神仏研究家）◇三味線の魅力と仏像の話を聞く。[56]
- 7/10-7/13 ◇犬塚ヒカリの弾き語り、マンガ紹介しまSHOWのコーナー、「正解のない討論会」
- 7/17-7/20 ◇リスナーから届いたメールを紹介。◇「正解のない討論会」。
- 7/24-27 田ノ岡三郎（アコーディオン奏者）◇ニューアルバム『旅するアコーディオン』が発売。アコーディオンを弾きたいと思っていた塚ちゃんは興味津々。[57]
- 7/31-8/3 リスナーから届いたメールを紹介。◇「正解のない討論会」のテーマは「夏祭りの屋台といえば？」。
- 8/7-8/10 犬塚ヒカリの弾き語り、マンガ紹介しまSHOW
- 8/14-8/17 リスナーから届いたメールを紹介。◇「正解のない討論会」のテーマは「夏休みの宿題先にやる派？ 後でやる派？」
- 8/21-8/24  犬塚ヒカリの弾き語りは夏後半にピッタリの名曲。マンガ紹介しまSHOW。
- 8/28-8/31  リスナーから届いたメールを紹介。◇「正解のない討論会」のテーマは「あなたの得意料理は？」。
- 9/4-9/7 犬塚ヒカリの名曲弾き語り、マンガ紹介しまSHOW。
- 9/11-9/14 リスナーから届いたメールを紹介。◇「正解のない討論会」のテーマは「あなたの携帯、スマホの待受画面は？」。
- 9/18-9/21 詩織叶逢、翔咲心（EUPHORIA-ユーフォリア-）◇メンバーについて、ファーストアルバム『EUPHORIA』について、そして11月の卒業を控えた詩織叶逢の今の心境などを聞く。[58]
- 9/25-9/30 リスナーから届いたメールを紹介。◇「正解のない討論会」のテーマは「修学旅行の行き先は？」。
- 10/2-10/6  中川紗良（シンガソングライター）◇実は塚ちゃんと大の仲良しという事でいろんな裏話が聞けた。[59]
- 10/9-10/13  リスナーから届いたメールを紹介。◇「正解のない討論会」のテーマは「芋と言えば？」。
- 10月16日〜  神那橙摩 、柚希関汰（風男塾）◇メンバー同士の裏話。[60]
- 10/23-10/27  リスナーから届いたメールを紹介。◇「正解のない討論会」のテーマは「宝くじで1億円当たったら？」。
- 10/30-11/3  犬塚ヒカリの名曲弾き語り、マンガ紹介しまSHOW。
- 11/6-11/10  リスナーから届いたメールを紹介。◇「正解のない討論会」のテーマは「宝初デートでの割り勘はあり？ なし？」
- 11/13-11/17  犬塚ヒカリの懐メロ弾き語り。マンガ紹介しまSHOWのコーナーでは今塚ちゃんがハマっている『ひらやすみ』を紹介。
- 11/20-11/24  リスナーから届いたメールを紹介。◇「正解のない討論会」のテーマは「味噌汁の具といえば？」。
- 11/20-11/24  柚希関汰、雫月Lee（dreamBoat）◇合同ユニットという事でメンバーの裏話などを聞く。[61]
- 12/4-8   リスナーから届いたメールを紹介。◇「正解のない討論会」のテーマは「部屋に飾るならどんな絵？」。
- 12月11日〜   林田健司◇ニューアルバム『T raveler』の話や、塚ちゃんも興味津々の深い音楽の話、今住んでいる石垣島の事など、色々な話を聞く。[62]
- 12/18-22 リスナーから届いたメールを紹介。◇「正解のない討論会」のテーマは「クリスマスの料理といえば？」。
- 12/25-12/29 2人が2021年を振り返る。◇犬塚ヒカリの弾き語り。マンガ紹介しまSHOWのコーナーでは塚田がハマっている『不滅のあなたへ』を紹介。

2022年
- 1/1-1/5 新年1回目の放送は犬塚ヒカリからの発表と弾き語り。マンガ紹介しまSHOWのコーナーでは塚ちゃんがハマっている『王様ランキング』を紹介。
- 1/8～  高橋洋子◇照美とはかなりのご無沙汰で、アニメ大好きな塚ちゃんも大興奮。『エヴァンゲリオン』の裏話などたくさん話を聞く。[63]
- 1/15-19  リスナーから届いたメールを紹介。◇「正解のない討論会」のテーマは「2022年にやりたい事は？」。
- 1/22-26  Vo.ユキナ、Gt&Voマツリ（ガールズラウドロックバンド・花冷え。）◇見た目はキュートだが音楽は超ハード。彼女たちの音楽とプライベートについて聞く。 [64]
- 1/29-2/2  リスナーから届いたメールを紹介。◇「正解のない討論会」のテーマは「「ウインタースポーツといえば？」。
- 1/29-2/2  ユースケ、チェリー（Baby Boo）◇新曲『別れの曲／列車にのろうよ』や今年デビュー20周年の話を聞く。さらにリスナーからのメールにも答えてもらう。[65]
- 2/12-16 リスナーから届いたメールを紹介。◇「正解のない討論会」のテーマは「鍋のシメといえば？」。
- 2/19-2/23 中島美嘉のツアーでオープニングアクトを務める犬塚ヒカリが弾き語りを披露。◇マンガ紹介しまSHOWのコーナーでは今話題の『ダンダダン』を紹介。
- 2/26-3/2  リスナーから届いたメールを紹介。◇「正解のない討論会」のテーマは「続編が見たい作品といえば？」。
- 3/5-3/9 海憧乙綺、流雅真紗斗（BOP）◇グループやメンバーの話はもちろん、リスナーやファンから届いたメールにも答える。[66]
- 3/12-16  リスナーから届いたメールを紹介。◇「正解のない討論会」のテーマは「豆腐の食べ方といえば？」。
- 3/12-16  松浦航大◇得意のモノマネもたくさん披露。川崎鷹也が手掛けた新曲『カメレオンヒーロー』の話も。[67]
- 3/26-29 リスナーから届いたメールを紹介。◇「正解のない討論会」のテーマは「春を感じるのはどんな時？」。
- 4/2-4/5 踊るヴァイオリニストRiO◇ニューシングル「イミテーションランデブー」の話や、リスナーやファンから届いた質問にも答える。[68]
- 4/9-12 リスナーから届いたメールを紹介。◇「正解のない討論会」のテーマは「誕生日プレゼントといえば？」。
- 4/16-19 みほとけ◇東京国立博物館の「空也上人と六波羅蜜寺」の公式ファンクラブサポーターを務めているみほとけ。意外なつながりも発覚した照美、釈迦と同じ誕生日の犬塚ヒカリと盛り上がる。[69]
- 4/23-26 塚ちゃんの代打アシスタントに 橋本真帆が登場。どんな人なのかリスナーからのメールに答える。[70]
- 4/30-5/3 ダンス☆マン◇放送では約3年ぶりの登場◇ニューアルバム『愛の12星座』の話や、リスナーからの質問メールにも答える。[71]
- 5/7-5/10  塚ちゃんも復帰。照美と「初任給の使い方」について盛り上がる。
- 5/14-5/17 タブレット純◇照美をはじめいろんなモノマネも披露。そして塚ちゃんの念願のゲストという事で質問攻め。最後にはタブレット純と塚ちゃんのコラボが実現するかも!?[72]
- 5/21-24 たくさんのメールが寄せられた「あなたの不思議体験」を紹介。
- 5/28-31 ブリーフ&トランクス（伊藤多賀之、細根誠）◇ブリトラにハマっていた塚ちゃんはいつもよりテンション高め。◇ニューアルバム『ブリトラ埋蔵金ファイナ』」の話、来月卒業する細根の話など。[73]
- 6/4-6/7 ◇「子供の頃から継続している事」。
- 6/11-14 久々の犬塚ヒカリ弾き語りコーナー◇「マンガ紹介しまSHOW」では『酒と恋には酔って然るべき』を紹介。
- 6/18-21 「あなたのお宝グッズは？」
- 6/25-28 赤星良宗、柚希関汰（風男塾）◇◇新メンバーの良宗と番組準レギュラー!?の関汰にリスナーからの質問にも答えてもらう。[74]
- 7/2-5 「あなたが入れ替わってみたい有名人は？」。
- 7/9-7/12 犬塚ヒカリの弾き語りコーナーは洋楽の名曲。◇「マンガ紹介しまSHOW」では『私のおっとり旦那』を紹介。
- 7/16-19 「脱毛」について盛り上がる。
- 7/23-26 碇たくみ、雫月Lee （Pipping Hot）◇ROCKを鳴らす5人組男装ユニット「PippingHot」の碇たくみ雫月Lee迎えて、リスナーから届いたメールに答える。[75]
- 7/30-8/2 「ユーミンのベストソング」について盛り上がる。
- 8/6-8/9 犬塚ヒカリが弾き語りで未発表曲を歌唱。◇マンガ紹介のコーナーでは『スピリットサークル』を取り上げる。
- 8/13-8/16 「正解のない討論会」のテーマは「睡眠」。リスナーの睡眠事情、快眠安眠方法などメールを紹介。
- 8/20-8/23 犬塚ヒカリが弾き語りでaikoの夏の名曲を歌唱。◇マンガ紹介のコーナーでは『Shrink〜精神科医ヨワイ〜』を取り上げる。
- 8/27-8/30 「正解のない討論会」のテーマは「スポーツマンガ」。
- 9/3-9/6 4人組男装ユニット「BOP」の翔咲心と流雅真紗斗を迎えて、リスナーやファンから届いたメールに答えてもらい、2人の素顔を深堀りする。[76]
- 9/10-13 「正解のない討論会」のテーマは「あなたの心に残る名言」
- 9/17-20 犬塚ヒカリが弾き語りで昭和の名曲を歌唱。◇マンガ紹介のコーナーでは『カラオケ行こ!』を取り上げる。
- 9/24-27 「正解のない討論会」のテーマは「ゲーム」